# موراوان
موراوان (به انگلیسی: Maurawan) یک منطقهٔ مسکونی در هند است که در Unnao district واقع شده‌است. موراوان ۱۴٬۱۱۶ نفر جمعیت دارد و ۱۲۱ متر بالاتر از سطح دریا واقع شده‌است.